# 蔣文慶
蔣 文慶（しょう ぶんけい、Jiang Wenqing、1793年 - 1853年）は、清朝の官僚。字は蔚亭。
漢軍正白旗人。1814年に進士になって、吏部主事となり、員外郎に遷った。その後雲南省の曲靖知府、雲南知府となった。1832年より甘粛寧夏道となり水利事業に尽力した。さらに浙江按察使、安徽布政使となり、1851年に安徽巡撫に昇進した。
1853年、太平天国軍が武昌を陥落させたため、両江総督陸建瀛が迎撃に向かったが、敗退した。陸建瀛は安慶を通過して南京に戻ってしまったため、按察使張熙宇・総兵王鵬飛らは安慶から逃走してしまった。漕運総督周天爵は廬州に退去するように勧めたが、予想より早く太平天国軍が現れて安慶は陥落した。蔣文慶は自殺を図ったが死にきれず、家人がかごに乗せて家から出たところ太平天国軍に殺害された。朝廷から忠愨の諡号が贈られた。